# Người đẹp

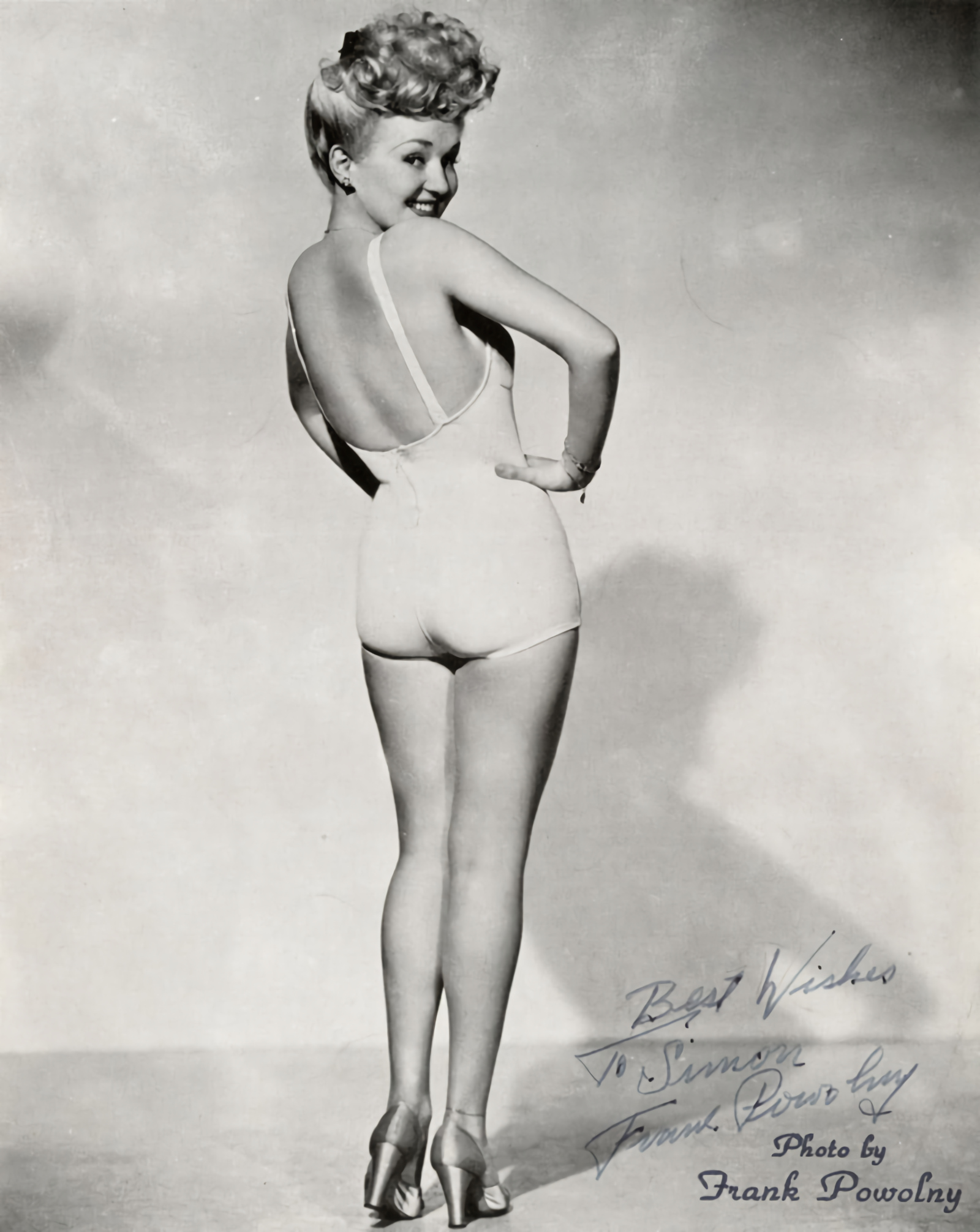
Betty Grable vào năm 1943

Người đẹp hoặc mẫu nổi tiếng (còn gọi là trai đẹp đối với nam) là cụm từ dùng để chỉ một người mẫu có nhiều bộ ảnh được xuất bản liên tiếp và được xem là có sức quyến rũ rộng khắp trong nền văn hóa đại chúng. Thuật ngữ tương ứng với cụm từ "người đẹp" hay "mẫu nổi tiếng" trong tiếng Anh là "pin-up model", với từ pin-up có nghĩa là trưng bày một cách không chính thức, ví dụ như treo (pinned-up) trên tường. Người đẹp có thể là người mẫu ảnh nóng, người mẫu thời trang hay diễn viên. Những tấm hình của họ đôi khi còn được gọi là ảnh mát mẻ (tiếng Anh: cheesecake).